# Вертолётоносец
Вертолётоно́сец — разновидность авианосцев, специально предназначенная для несения вертолётов, самолётов ВВП и поэтому не имеющая самолётного взлётно-посадочного оборудования (катапульт, посадочных тросов и другого).
Как правило Вертолётоно́сец, одновременно является противолодочным либо десантным кораблём. Может иметь в составе авиакрыла несколько самолётов с вертикальным или сверхкоротким взлётом. Разновидности вертолётоносцев:
- Противолодочный крейсер-вертолётоносец;
- Универсальный десантный корабль, в том числе:
  - Десантный вертолётный корабль-док.

Родоначальниками строительства вертолётоносцев обоих типов были США. Американские и английские крейсера-вертолётоносцы (в том числе передаваемые Франции, Канаде, Австралии, Нидерландам) создавались путём переоборудования из кораблей других типов — лёгких авианосцев, японские — из миноносцев. Специализированные крейсера-вертолётоносцы строили Союз ССР, Франция, Италия. Вертолётоносцы-универсальные десантные корабли, помимо США, с недавних пор строят также Франция, Испания (в том числе для Таиланда), Япония, Южная Корея, Австралия (совместно с Испанией). Также создаёт свои вертолётоносцы-универсальные десантные корабли Россия. В СССР вертолётоносцы строились только как противолодочные, планировавшееся сооружение десантных вертолётоносцев не состоялось.

## Противолодочные крейсера-вертолётоносцы
Два этапа бурного развития подводных сил — во время и после Второй мировой войны — вызвали необходимость усиления противолодочных сил флота. Особое значение это приобрело к началу 1960-х годов, когда на боевое патрулирование стали выходить атомные подводные лодки с баллистическими ракетами (АПЛБР) Советского ВМФ. Одним из путей решения вопроса противодействия ядерным силам Советов считался ввод в боевой состав флотов специальных вертолётоносных кораблей, способных вести эффективный поиск АПЛБР на большом удалении от берега на достаточно большой акватории мирового океана. США, располагавшие большим количеством специализированных противолодочных авианосцев, не нуждались в постройке специальных кораблей такого типа, поэтому крейсера-вертолётоносцы появились во флотах западноевропейских государств, а позже и в Советском Союзе. Однако первыми патрулирующими вертолетоносцами стали переоборудованные авианосцы времён второй мировой войны флотов США и Великобритании, которые при этом сохраняли противолодочные самолёты.

### Европейские крейсера-вертолётоносцы
Первым противолодочным вертолётоносцем стал французский противолодочный крейсер «Жанна д’Арк (Jeanne d’Arc)», вступивший в строй в 1964 году и способный также действовать в качестве десантного вертолётоносца и учебного корабля. В том же году итальянский флот получил два крейсера типа «Caio Duilio» и «Andrea Doria», а позднее их увеличенную версию «Vittorio Veneto». Последний мог нести на борту до 9 противолодочных вертолётов. Британский флот в 1964 — 1969 годов перестроил три артиллерийских крейсера типа «Tiger» в крейсера-вертолётоносцы, принимавшие по четыре вертолёта. Оценка этого типа кораблей оказалась столь высока, что и будущие лёгкие авианосцы типа «Invincible» первоначально тоже должны были стать крейсерами-вертолётоносцами с авиагруппой из шести тяжёлых вертолётов.

### Советские крейсера-вертолётоносцы
Первые предложения по строительству крейсеров-вертолётоносцев были выдвинуты в 1958 году как попытки спасти от разделки почти готовые крейсера проекта 68-бис за счёт их перестройки в корабли ПЛО с противолодочным вооружением. Однако размеры крейсеров показались тогда командованию ВМФ ВС Союза ССР чрезмерными и разработка проекта 1123 «Кондор» началась в 1960 году с «чистого листа». Первый противолодочный крейсер проекта «Москва» вступил в строй в 1967 году и оказался достаточно эффективным кораблем ПЛО благодаря наличию на борту 14 противолодочных вертолётов и мощной ГАС. Второй крейсер — «Ленинград» — вошёл в состав флота спустя два года. Всю свою службу корабли провели в составе Черноморского флота, действуя обычно в акватории Средиземного моря. Первоначально предполагалось построить серию из 12 крейсеров данного типа, но резкий рост боевых возможностей ракетных атомных ПЛ, особенно в плане дальности стрельбы баллистическими ракетами, вынудил ограничиться двумя кораблями. Строительство третьего крейсера проекта 1123 было отменено в 1968 г. ещё до закладки. Тем не менее, «Кондоры» сыграли важную роль в развитии отечественных авианесущих кораблей.

## Десантные вертолётоносцы
В западной классификации десантным вертолётоносцем (англ. Landing Platform Helicopter; LPH) называется десантный корабль, единственным средством высадки десанта у которого является вертолёт.
Первыми десантными вертолётоносцами (и вертолётоносцами вообще) были перестроенные из лёгких авианосцев американские «Sangamon» и британские «Bulwark (R08)» («Bulwark (L15)»), предназначенные для высадки и прикрытия десанта. Последний участвовал в Суэцком кризисе 1956 года.
Первой американской специально сооружённой серией десантных вертолётоносцев стала «Iwo Jima». Французский вертолётоносец «Jeanne d’Arc» имел возможность использования и как десантный.
По опыту эксплуатации стало считаться, что «чистые» десантные вертолётоносцы способны высаживать слишком малое для своего водоизмещения количество десанта в одной волне (нормально 6 — 8 вертолётов, максимум 12), поэтому их строительство прекращено в пользу вертолётоносных транспортов-доков и универсальных десантных кораблей. Соответственно, в большинстве случаев современные десантные вертолётоносцы имеют официальное название универсальных десантных кораблей (в том числе крупные серии «Уосп», «Тарава», «Америка» (США), «Токто» Южной Кореи, «Мистраль» Франции, реже — миноносец-вертолётоносец «Хьюга» Японии).
В Советском Союзе для высадки морского десанта в океанской зоне были построены три больших десантных корабля-вертолётоносца — БДК проекта 1174: «Иван Рогов», «Александр Николаев» и «Митрофан Москаленко». По программе БДК был спроектирован морской вертолёт огневой поддержки Ка-29, на борту каждого такого корабля могла базироваться авиагруппа из четырёх вертолётов. Два первых корабля были приписаны к Тихоокеанскому флоту, третий — к Северному. Но уже в середине 90-х годов первые два корабля были выведены из боевого состава и затем списаны. Третий корабль находился в боевом составе сил флота на десять лет больше и был списан в 2006 году.
Из-за принципиальных недостатков кораблей пр. 1174 был разработан проект 11780 универсального десантного корабля-вертолётоносца. Но из-за отсутствия свободных судостроительных мощностей и принципиальных разногласий между руководством МО и разработчиками проект был отложен, а затем и окончательно  отменён, в связи с распадом Союза ССР.

## Список вертолётоносцов
Эсминец-вертолётоносец «Хьюга» (морские силы самообороны Японии): водоизмещение 18 тыс. т., длина 197 м.,  ширина 33 м., высота 48 м., скорость хода 30 узлов., авиационная группа: вертолеты 11 ед.